# وليامز كارمونا
وليامز كارمونا هو رسام كوبي، ولد في 1967.